# Epakta
Epakta je broj dana od posljednjega mladoga mjeseca do prvog siječnja. Služila je za proračun datuma Uskrsa. Svake se godine mijenja (najčešće) za 11 dana kolika je razlika između solarne (365-366 dana) i lunarne (354-355 dana) godine.

## Određivanje epakte
Ako jedne godine solarna i lunarna godina počinju istog dana (epakta je 0), druge godine lunarna godina počinje 11 dana kasnije (epakta je 11), treće godine 22 dana kasnije (epakta je 22), četvrte godine 33 dana kasnije (epakta je 3, jer kada broj pređe 30 epakta se smanjuje za 30). Dani koji se dodaju u prijestupnim godinama ne utječu na ovaj proračun jer se dodaju i solarnoj i lunarnoj godini.

## Devetnaestogodišnji ciklus
Tropska godina (period u kojem Zemlja napravi potpuni ophod oko Sunca u odnosu na proljetnu točku) iznosi oko 365 i 1/4 dana, a sinodički mjesec (period u kojem Mjesec dolazi u jednaki položaj u odnosu na Zemlju) 29 i ½ dana. Devetnaest tropskih godina traje 235 sinodičkih mjeseci, (Metonov ciklus). 
Kako bi se stvarni položaj Zemlje, Sunca i Mjeseca uskladio s računom i kako bi se svakih 19 godina epakte ponavljale, potrebno je jedanput u 19 godina epaktu umjesto za 11 povećati za 12 (saltus lunae).

### Izračun
Jedna godina traje 12 mjeseci (od 29,5 dana). + 11 dana. 
U devetnaest godina broj pridodanih dana je 209 (19 × 11 dana  = 209 dana) a to je za jedan dan manje od 7 mjeseci (od 30 dana). Drugim riječima 19 godina = 19 × 12 mjeseci + 7 mjeseci – 1 dan.

## Vanjske pveznice
- Epacts na Catholic Encyclopedia